# 대한민국 철도청 6000호대 디젤 기관차
6000호대 디젤 기관차는 미국 GM-EMD사가 만든 대형 디젤 기관차로, 총 15량이 제작되었다. 5000호대 디젤 기관차와 비슷한 외형을 가지고 있으며, 1998년까지 모두 퇴역하였다.

## 현황
총 15량이 제작되어 모두 퇴역하였다.
| 차호   | 시리얼 | 도입 시기   | 운행 중단 시기 | 비고                                                             |
| ------ | ------ | ----------- | -------------- | ---------------------------------------------------------------- |
| 6001호 | 28373  | 1963년 9월  | 1995년         |                                                                  |
| 6002호 | 28374  | 1963년 9월  | 1998년         | 철도박물관 보존 예정이었으나, 계획이 백지화되어 고철 매각되었다. |
| 6003호 | 28375  | 1963년 9월  | 1995년         |                                                                  |
| 6004호 | 28376  | 1963년 9월  | 1998년         |                                                                  |
| 6005호 | 28377  | 1963년 9월  | 1995년         |                                                                  |
| 6006호 | 28378  | 1963년 9월  | 1994년         |                                                                  |
| 6007호 | 28379  | 1963년 9월  | 1995년         |                                                                  |
| 6008호 | 28380  | 1963년 9월  | 1996년         |                                                                  |
| 6009호 | 28381  | 1963년 9월  | 1995년         |                                                                  |
| 6010호 | 28382  | 1963년 11월 | 1998년         | 도입 당시 차번은 6101호.                                         |
| 6011호 | 28383  | 1963년 11월 | 1999년         | 도입 당시 차번은 6102호.                                         |
| 6012호 | 28384  | 1963년 11월 | 1995년         | 도입 당시 차번은 6103호.                                         |
| 6013호 | 28385  | 1963년 11월 | 1994년         | 도입 당시 차번은 6104호.                                         |
| 6014호 | 28386  | 1963년 11월 | 1997년         | 도입 당시 차번은 6105호.                                         |
| 6015호 | 28387  | 1963년 11월 | 1997년         | 도입 당시 차번은 6106호.                                         |